# Región vitícola Austral

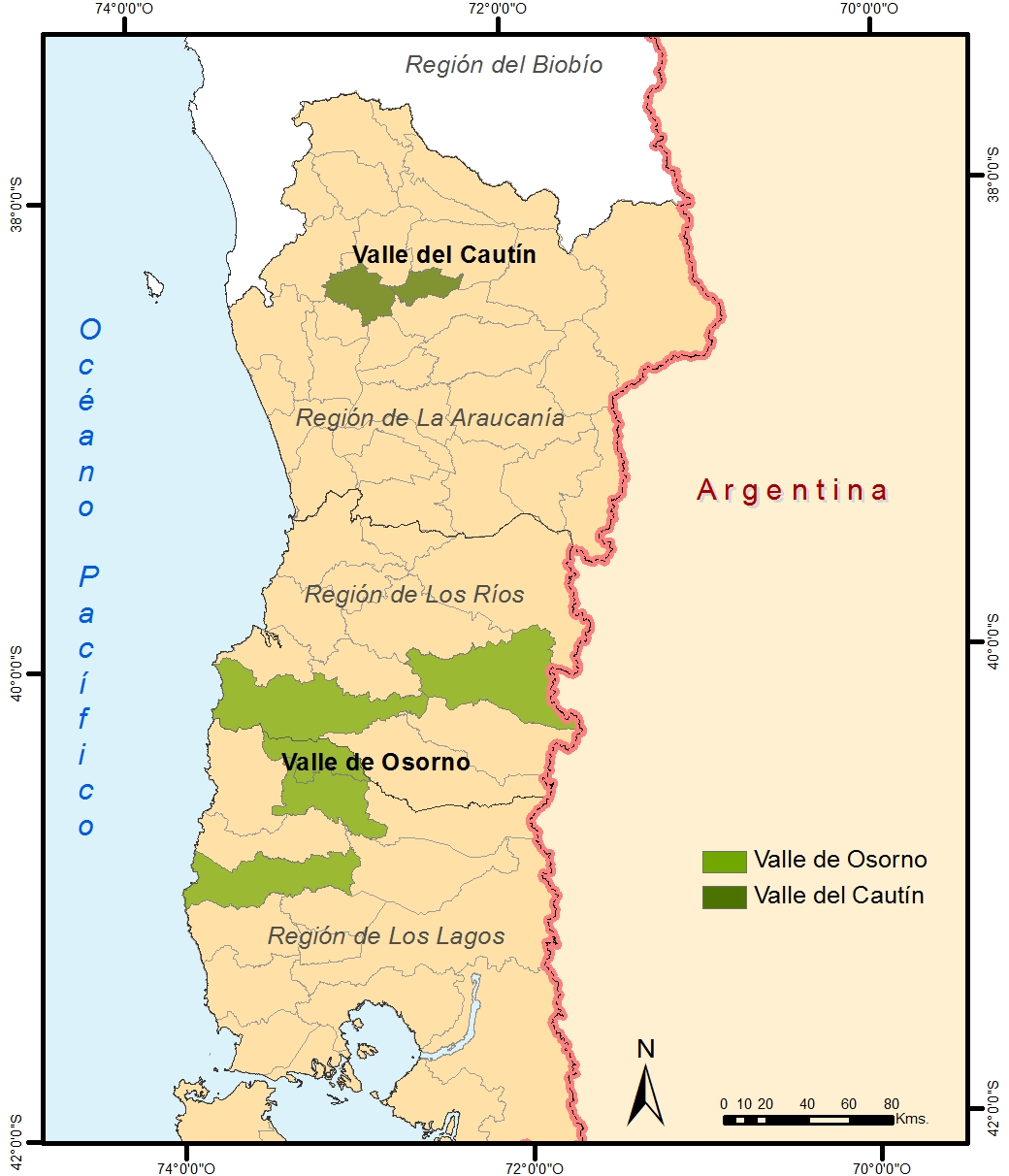
Región Vitícola Austral, Chile

El Austral es una de las seis regiones vitícolas de Chile oficialmente identificadas como tales según lo dispuesto por el Decreto de Agricultura n.º 464 de 14 de diciembre de 1994, que establece la zonificación vitícola del país y fija las normas para su utilización como denominaciones de origen. Los vinos chilenos con esta denominación de origen deben ser elaborados al menos con un 75% de uvas procedentes de la región.

## Subregiones
La región vitícola Austral se extiende entre la región administrativa de la Araucanía hacia el sur hasta donde las condiciones edafoloclimáticas permitan el desarrollo de la vid. Comprende dos subregiones vinícolas: el Valle del Cautín que comprende las comunas de Perquenco y Galvarino y el Valle de Osorno que comprende las comunas de La Unión y Futrono en la región administrativa de Los Ríos y las comunas de Osorno, Purranque y San Pablo en la región administrativa de Los Lagos. Es la región vitícola más meridional de Chile.

## Viticultura
De acuerdo al Catastro Frutícola Nacional 2015 y al Catastro Vitícola Nacional del año 2014, desde la Provincia de Cautín hacia el sur, se conforma la subregión vitícola Austral cuenta con un total de 24,9 ha de viñedos,  de los cuales 5.9 ha se encuentran en la provincia de Cautín y 18,5 ha se encuentran en las comunas de Futrono y La Unión y sólo 0,5 ha en l acomuna de Cochamó, siendo esta última las más austral en Chile. En esta subregión no hay plantaciones de uva de mesa.

### Viníferas blancas
Las variedades de uva viníferas blancas cuentan con una superficie cultivada de 3,7 ha en la provincia de Cautín, 13,7 ha en las comunas de Futrono y La Unión y 0,2 ha en la comuna de Cochamó, en total la región vitícola austral posee 17,6 ha de variedades blancas.
Las variedades cultivadas en Cautín son Chardonnay y Moscatel de Alejandría, en las comunas de Futrono y La Unión  son las variedades  Chardonnay, Riesling, y Sauvignon Blanc. Mientras que el cultivo más austral de una cepa blanca es en la comuna de Cochamó con la variedad Viognier con 0,2 ha.

### Viníferas tintas
Los cultivos de variedades viníferas tintas poseen una superficie de 2.2 ha en Cautín de la variedad Cinsault. Mientras que la variedad Pinot Noir posee 4,8 ha en las comunas de Futrono y La Unión  y de 0.3 ha en la comuna de Cochamó, siendo el cultivo más austral de Chile.

## Vinicultura

### Variedades viníferas
En la región vitícola Austral,  las regiones administrativas que corresponden a esta división vitícola, declararon para el año 2015 una producción de 1.350 litros sobre la base de variedades viníferas, concentrada en su totalidad en la Región de Los Lagos litros de producción netamente vinífera. Esta región concentra el 0,001% de la producción nacional.
La mayor parte de la producción corresponde a vino tinto con 1.125 litros, es decir el 0,001 % de la producción nacional de vinos sobre la base de variedades viníferas. Mientras que solo hay 225 litros de vino blanco producido con variedades viníferas, lo que significa el 0,001% de la producción nacional.
Esta región vitícola no produce mostos, ni chicas declaradas.

### Variedades de mesa
En la Región Austral no hay producción de vinos, mostos o chivas sobre la base de variedades de mesa.